# Јозеф фон Хамер-Пургштал
Јозеф фон Хамер-Пургштал (Грац, 9. јун 1774 — Беч, 23. новембар 1856) је био аустријски филолог, одличан познавалац муслиманског истока.
Ниже школе учио је у манастиру Св. Барбаре у Бечу, где је завршио и оријенталну академију. Служио је у аустријској дипломатији, у Цариграду и Јашију.
Године 1817. постао је дворски саветник; међутим, већ исте године напустио је државну службу. Путовао је много по Истоку, што му је омогућило да обради дотада мало познату историју, археологију, географију, књижевну историју и библиографију блиског оријента. Уређивао је новине Fundgruben des Orients. Много је радио на оснивању бечке академије наука, чији је био први председник. Превео је дела Хафиса, Мотанабија и Бакија, открио рукописе тада још непознатих делова Хиљаду и једне ноћи и превео их на немачки језик (1823 и 1824). Најважнији му је рад Историја османског царства. Она је написана највише на основу новијих извора. У њој је нарочито лепо описао Косовски бој 1389.